# Gerard Adriaan Pos
Gerard Adriaan Pos (Amsterdam, 13 juli 1865 – Blaricum, 17 juli 1933) was een Nederlands bestuurder en ondernemer. 
Gerard Pos werd geboren als zoon van koopman Jan Pos en Diederica van der Sleesen, die de Baarnse villa 'Susanne' bewoonden. Hij trouwde in 1895 met Diderica Greidanus.
Zij was de dochter van Sytze Greidanus, de hofarts van Paleis Soestdijk. Het paar vestigde zich in villa Johanneshoeve aan de Jacob van Lenneplaan in Baarn.

## ANWB
Pos was lid van de Baarnsche Velocipede Club. In 1883 was hij een van de oprichters van de Algemene Nederlandsche Wielrijders Bond, de ANWB. Als bestuurslid had hij zitting in vele ANWB-commissies.
In 1908 vierde de ANWB het 25-jarig bestaan met het verschijnen van vier jubileumboeken onder de titel Ons eigen land. De serie werd door Pos samengesteld met zijn zwager George Lodewijk Hasseleij Kirchner:
- I. Tusschen Amsterdam en Arnhem (tekst: Jan Feith)
- II. Tusschen de Zeeën en achter het Duin (tekst: Frans Nettscher)
- III. Van de Geldersche Heuvelen, Bosschen en Heiden, naar het Land van de weide Vlakten (tekst: Henri Meijer)
- IV. Ons Deltaland (tekst: G.F.Haspels) en Van de Zuidelijke Zandvlakten en Heuvelrijen (tekst: Felix Rutten).

Het wandeltoerisme in Nederland ontwikkelde zich onder zijn leiding. Zijn echtgenote D.E. Pos-Greidanus richtte in 1914 Vereniging voor aanleg en onderhoud van wielerpaden Gooi en Eemland op. Het eerste pad van Rijwielpadenvereniging Gooi en Eemland werd aangelegd vanaf Baarn, nabij Kasteel Groeneveld, en liep via 't Bluk en de Zuiderheide naar Naarden.
In 1914 werd de door Pos voorgestelde 150 km. lange ‘wandelweg’ uitgezet tussen Amsterdam en Arnhem. Routebouwer Jacobus Beckering zou in de jaren daarna nog diverse ANWB-routes uitzetten. De route was de oudste bewegwijzerde ANWB Bondswandelweg. De route was gemarkeerd met 700 zinken plaatjes die aan bomen en palen waren bevestigd. Langs de route stonden vier stenen informatiepanelen en er werd een boekje met informatie en wandelkaarten uitgebracht.
In 1919 werden daar ook de eerste ANWB-paddenstoelen geplaatst. Paddenstoel nummer 1 kreeg in 1919 een plek aan het begin van de Zandheuvelweg bij Kasteel Groeneveld. Deze ANWB-wegwijzers waren een ontwerp van Willem Leliman.

## Posbank
In 1921 werd het monument De Posbank naar hem genoemd naar aanleiding van zijn 25-jarige jubileum als voorzitter van de ANWB in 1918. De gemetselde stenen bank staat op een heuvel in het natuurgebied Herikhuizerveld bij Rheden. Het monument werd ontworpen door de Baarnse architect Willem Leliman. 
Deze 'Posbank' werd door de ANWB geschonken aan het Nationaal Park Veluwezoom. Op de steen is over Pos te lezen: Hij effende banen voor het vreedzaam verkeer tussen volken. Duizenden bracht hij tot de natuur. Den Nederlander deed hij Neerlands schoon kennen, waarderen en liefhebben. Na de onthulling van het monument werd ook het omliggende Herikhuizerveld vaak als Posbank aangeduid.

## Toeristenbond
In 1897 was Pos grondlegger van de 'Ligue Internationale des Associations Touristen', die mede door zijn inspanningen na de Eerste Wereldoorlog vanuit Luxemburg verder ging als 'Alliance Internationale du Tourisme'.
Gerard Pos zette zich in voor de bevordering van het toerisme in Nederland en de recreatie in de natuur. Vanuit zijn betrokkenheid bij de Vereniging tot Verfraaiing en Bevordering van het Vreemdelingenverkeer in Baarn werd hij in 1915 voorzitter van de Nationale Bond voor Vreemdelingenverkeer, de latere VVV. 

## Overige bestuursfuncties
Pos was in 1923 medeoprichter van Vereniging De Hollandsche Molen. Ook was hij bestuurslid van de Vereeniging tot behoud van Natuurmonumenten. 
Rond 1920 verhuisde het echtpaar Pos-Greidanus naar Blaricum. Hun Blaricummer villa 'De Zonnetop', was een ontwerp van architect Willem Leliman. 
Gerard Pos was officier in de Orde van Oranje Nassau. Hij stierf in 1933 op 68-jarige leeftijd en werd begraven op de begraafplaats bij de Ned. Hervormde Kerk in Blaricum.